# Baton (majorette/twirling)

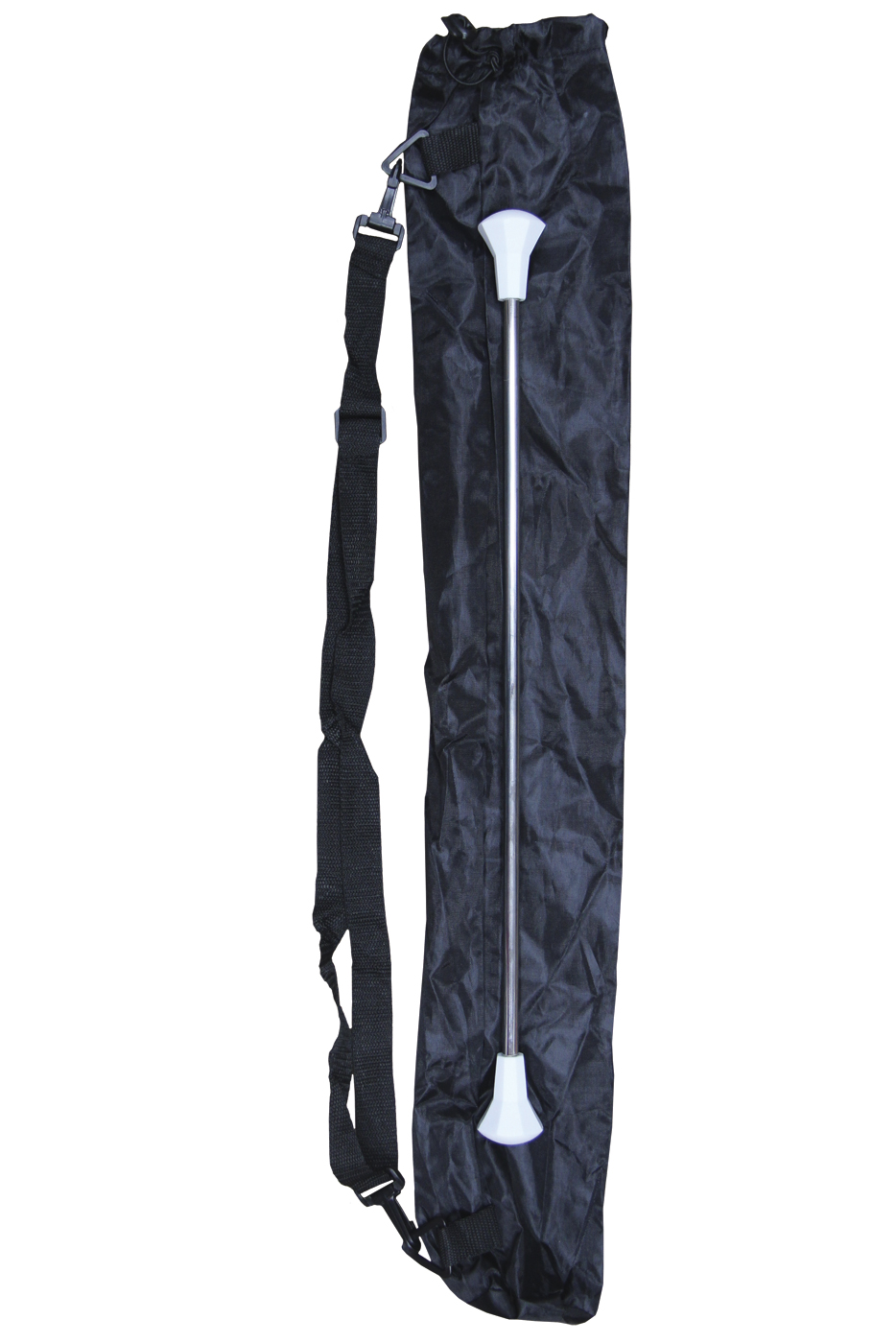
Baton met opbergtas

Baton is de term die duidt op de "stok" die gebruikt wordt in showsporten als twirling en majorette.
De baton komt voor in verschillende lengten, zodat ze passen bij de lengte van de arm van de eigenaar. Ook heeft een baton verschillende uiteinden. De meest voorkomende zijn de stervormige en ronde uiteinden. Deze uiteinden zijn aan beide zijden verschillend: het linker eind kan groter zijn dan het rechter of andersom. Deze verschillen zorgen ervoor dat de stok in balans blijft en dus niet 'uit patroon' draait.
De baton bestaat uit de tip (de kleine knop), de bal (de grote knop) en de shaft (het metalen middenstuk). Aan de binnenkant is een baton meestal hol. Dit maakt tossen (opgooien) mogelijk. De inkepingen die op twee derde van de baton aan elke kant zitten, heten de nippels.